# جولي باين
جولي باين (بالإنجليزية: Julie Payne)‏ هي ممثلة أمريكية، ولدت في 11 سبتمبر 1946 بسويت هوم في الولايات المتحدة.

## أعمال

### أفلام
- (1990) بؤس[3]
- (2003) زواج أمريكي[4][5][6]

## وصلات خارجية
- جولي باين على موقع IMDb (الإنجليزية)
- جولي باين على موقع ألو سيني (الفرنسية)
- جولي باين على موقع أول موفي (الإنجليزية)
- جولي باين على موقع قاعدة بيانات الأفلام السويدية (السويدية)
- جولي باين على موقع إن إن دي بي (الإنجليزية)
- جولي باين على موقع قاعدة بيانات الفيلم (الإنجليزية)
- جولي باين على موقع كينوبويسك (الروسية)